# Голан, Эяль
Эяль Голан (ивр. אייל גולן‎; род. 12 апреля 1971, Реховот, Израиль) — израильский исполнитель поп-музыки, в том числе танцевальной и в стиле «мизрахи». Один из самых успешных певцов Израиля в 2000-х и 2010 годах, дважды завоевавший титул «Певец десятилетия» и титул певца страны по случаю празднования 70-летия Израиля.
Голан продал более трех миллионов альбомов в Израиле. Он пятнадцать раз завоевывал звание «Певец года», двенадцать раз — звание «Песня года».

## Биография
Голан начал музыкальную карьеру, играя по ночным клубам в 16-летнем возрасте.
Его первый сольный альбом был выпущен в 1995 году. В следующем году состоялся релиз второй пластинки — «Живой концерт». Но настоящая слава и известность к певцу пришли с выпуском третьего альбома — «Без тебя» (1997 год), который стал платиновым в Израиле, и содержал композиции, музыку и слова к которым написали участники популярной израильской музыкальной группы из Тель-Авива «Этникс», Зеэв Нехама и Тамир Калиски.
Долгое время Эяль Голан сотрудничал с продюсером Ишаем бен Цуром, который был соавтором многих успешных коммерческих альбомов певца, однако в настоящее время отношения разорваны из-за финансовых разногласий.
К самым известным сингл-хитов Голана относятся: Malkat HaYofi Sheli («Моя королева красоты»), Yafa Sheli («Моя красавица»), Liknot Lakh Yahalom («Купить тебе бриллиант»), Tslil Meytar («Звук струны»), Hoze Otach Muli («Представляю тебя перед собой»), Am Yisrael Chai («Народ Израиля жив») и т. п.

## Дискография
Студийные альбомы:
- 1995 — Lekhisha baLaila — לחישה בלילה — «Ночной шепот»
- 1996 — BeHofa’a Haya — בהופעה חיה — «Живой концерт»
- 1997 — Bil’adayikh — בלעדייך — «Без тебя»
- 1998 — Khayal shel Ahava — חייל של אהבה — «Солдат любви»
- 1999 — Histakli Elay — הסתכלי אלי — «Посмотри на меня»
- 2000 — HaMofa haMeshutaf: Ethnix veEyal Golan — המופע המשותף עם אתניקס — «Совместный концерт „Этникс“ и Эяля Голана»
- 2001 — Tslil Meytar — צליל מיתר — «Звук струны»
- 2002 — VeAni Kore Lakh — ואני קורא לך — «И я тебя зову»
- 2003 — Khalomot — חלומות — «Мечты»
- 2005 — Metziut Akheret — מציאות אחרת — «Другая реальность»
- 2007 — Bishvilekh Notzarti — בשבילך נוצרתי — «Я создан для тебя»
- 2008 — Hoze Otah Muli — הוזה אותך מולי — «Бредя тобой»
- 2009 — Ze ani — זה אני — «Это я»
- 2010 — Derekh Lakhaim — דרך לחיים — «Дорога жизни»
- 2011 — Khelek Mekhayai — חלק מחיי — «Часть моей жизни»
- 2012 — Nagat Li Balev — נגעת לי בלב — «Ты тронула мое сердце»
- 2013 — Halev Al Hashulchan — הלב על השולחן — «Сердце на столе»
- 2014 — Yamim Yagidu — ימים יגידו — «Время покажет»
- 2015 — Besof Kol Yom — בסוף כל יום — «В конце каждого дня»
- 2016 — Rachok Mikan — רחוק מכאן — «Далеко отсюда»
- 2017 — Lo Pashut Lihiot Pashut — לא פשוט להיות פשוט — «Не просто быть простым»
- 2018 — Nakhon Letamid — נכון לתמיד — «Правильно навсегда»
- 2019 — Hafokh Mehayekum- הפוך מהיקום — «Наоборот из вселенной»